# Le Sacq
Le Sacq és un municipi francès situat al departament de l'Eure i a la regió de Normandia. L'any 2007 tenia 293 habitants.

## Demografia

### Població
El 2007 la població de fet de Le Sacq era de 293 persones. Hi havia 106 famílies de les quals 16 eren unipersonals (4 homes vivint sols i 12 dones vivint soles), 47 parelles sense fills i 43 parelles amb fills.
La població ha evolucionat segons el següent gràfic:
Habitants censats

### Habitatges
El 2007 hi havia 131 habitatges, 105 eren l'habitatge principal de la família, 22 eren segones residències i 4 estaven desocupats. Tots els 130 habitatges eren cases. Dels 105 habitatges principals, 96 estaven ocupats pels seus propietaris i 9 estaven llogats i ocupats pels llogaters; 2 tenien una cambra, 3 en tenien dues, 11 en tenien tres, 21 en tenien quatre i 68 en tenien cinc o més. 76 habitatges disposaven pel capbaix d'una plaça de pàrquing. A 34 habitatges hi havia un automòbil i a 68 n'hi havia dos o més.

### Piràmide de població
La piràmide de població per edats i sexe el 2009 era:
| Homes | Edats   | Dones |
| ----- | ------- | ----- |
| 0     | 95 o +  | 0     |
| 0     | 90 a 94 | 4     |
| 0     | 85 a 89 | 0     |
| 0     | 80 a 84 | 0     |
| 0     | 75 a 79 | 0     |
| 0     | 70 a 74 | 4     |
| 4     | 65 a 69 | 8     |
| 4     | 60 a 64 | 0     |
| 8     | 55 a 59 | 4     |
| 8     | 50 a 54 | 8     |
| 12    | 45 a 49 | 4     |
| 12    | 40 a 44 | 12    |
| 8     | 35 a 39 | 24    |
| 8     | 30 a 34 | 8     |
| 16    | 25 a 29 | 8     |
| 0     | 20 a 24 | 0     |
| 4     | 15 a 19 | 8     |
| 12    | 10 a 14 | 12    |
| 8     | 5 a 9   | 0     |
| 8     | 0 a 4   | 8     |

## Economia
El 2007 la població en edat de treballar era de 193 persones, 156 eren actives i 37 eren inactives. De les 156 persones actives 148 estaven ocupades (76 homes i 72 dones) i 8 estaven aturades (3 homes i 5 dones). De les 37 persones inactives 19 estaven jubilades, 13 estaven estudiant i 5 estaven classificades com a «altres inactius».

### Ingressos
El 2009 a Le Sacq hi havia 106 unitats fiscals que integraven 285 persones, la mediana anual d'ingressos fiscals per persona era de 21.507 €.

### Activitats econòmiques
Dels 11 establiments que hi havia el 2007, 6 eren d'empreses de construcció, 1 d'una empresa de comerç i reparació d'automòbils, 1 d'una empresa d'hostatgeria i restauració, 1 d'una empresa d'informació i comunicació, 1 d'una empresa financera i 1 d'una empresa immobiliària.
Dels 5 establiments de servei als particulars que hi havia el 2009, 2 eren paletes, 2 lampisteries i 1 electricista.

## Poblacions més properes
El següent diagrama mostra les poblacions més properes.